# 2013 TK187
2013 TK187 est un objet transneptunien de magnitude absolue 6,96 en résonance 4:7 avec Neptune.

## Caractéristiques
2013 TK187 mesure environ 150 km de diamètre.